# Roche Pourrie
La roche Pourrie est un sommet alpin du massif du Beaufortain de 2 037 mètres d'altitude situé dans le département de la Savoie (région Auvergne-Rhône-Alpes) près de la commune d'Albertville.

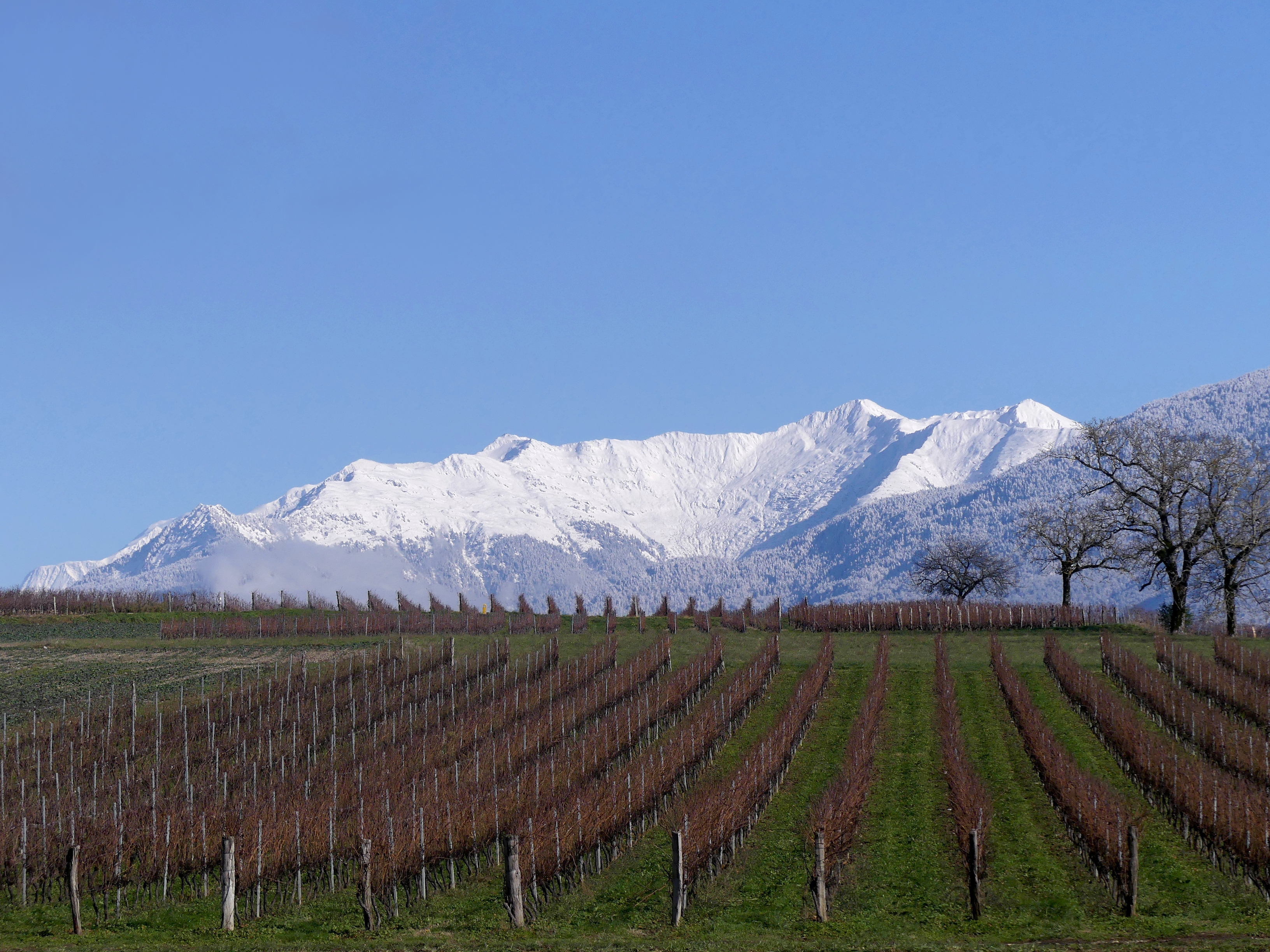
Vue depuis Saint-Pierre-d'Albigny dans la Combe de Savoie au sud-ouest de la roche Pourrie, de la pointe Saint-Jean, du mont Mirantin, de la pointe de la Grande Journée et de la pointe de Lavouet (de gauche à droite.

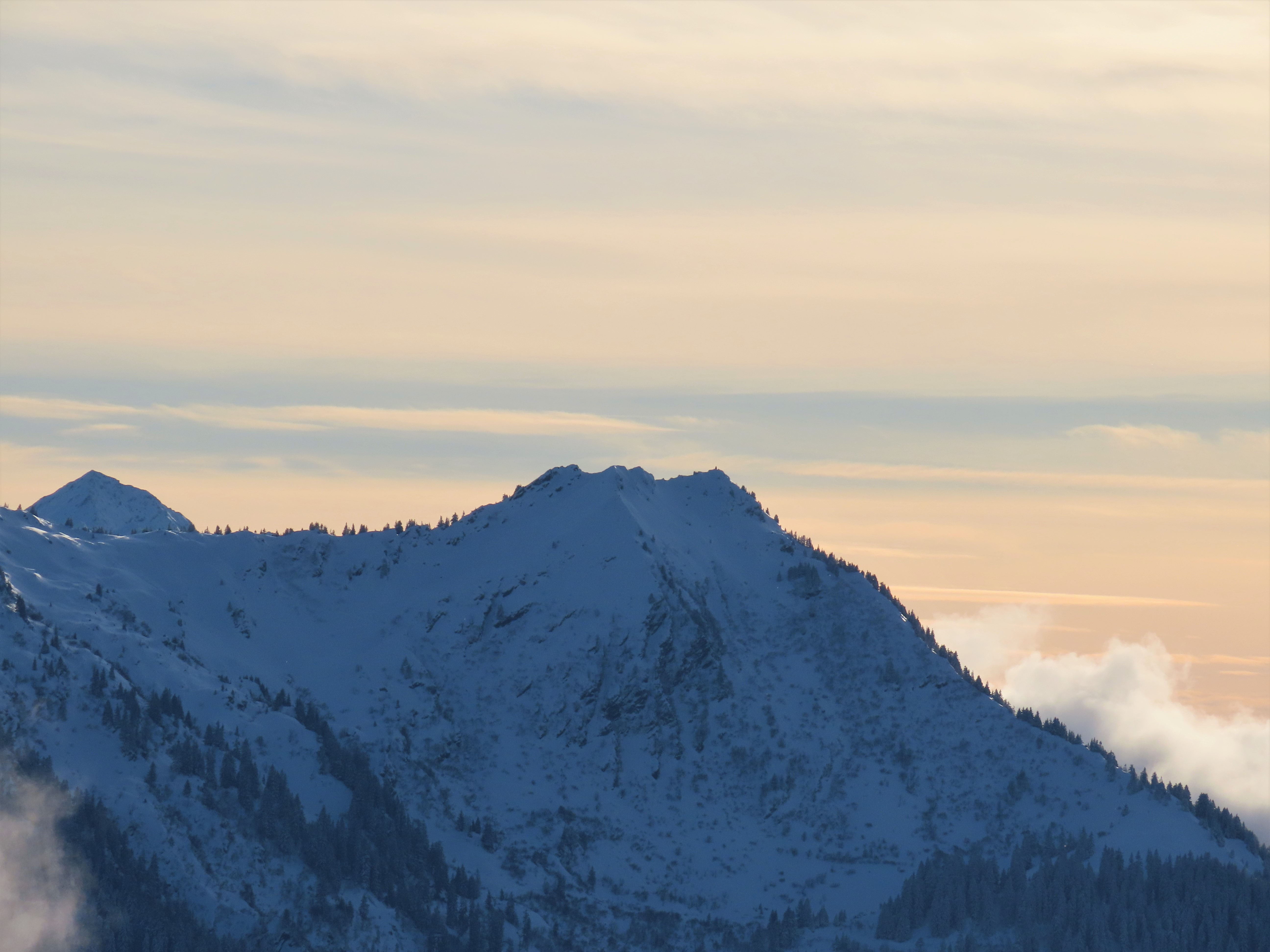
Vue hivernale de la roche Pourrie depuis le mont Bisanne au nord-est.